# Suonteen pohjoisosa
Suonteen pohjoisosa este o arie protejată (arie specială de conservare — SAC, sit de importanță comunitară — SCI, arie de protecție specială avifaunistică — SPA) din Finlanda întinsă pe o suprafață de 5.453 ha, integral pe uscat.

## Localizare
Centrul sitului Suonteen pohjoisosa este situat la coordonatele 61°45′07″N 26°15′49″E / 61.752°N 26.2637°E.

## Înființare
Situl Suonteen pohjoisosa a fost declarat sit de importanță comunitară în august 1998 pentru a proteja 25 de specii de animale. Alte tipuri de protecție:
- arie de protecție specială avifaunistică (în august 1998)[2]
- arie specială de conservare (în aprilie 2015)[1][3][4]

## Biodiversitate
Situată în ecoregiunea boreală, aria protejată conține 8 habitate naturale: Ape oligotrofe din câmpii nisipoase, cu un conținut foarte redus de minerale (Littorelletalia uniflorae), Lacuri și iazuri distrofice naturale, Mlaștini turboase de tranziție și turbării mișcătoare, Roci stâncoase cu vegetație pionieră de Sedo-Scleranthion sau Sedo albi-Veronicion dillenii, Taiga vestică, Păduri fino-scandinave bogate în ierburi cu Picea abies, Păduri caducifoliate de mlaștină fino-scandinave, Mlaștini împădurite.
La baza desemnării sitului se află mai multe specii protejate:
- păsări (24): rață sulițar (Anas acuta), rață-cu-cap-castaniu (Aythya ferina), rața moțată (Aythya fuligula), Aythya marila, cocoșul de mesteacăn (Bonasa bonasia), buhai de baltă (Botaurus stellaris), șorecarul comun (Buteo buteo), erete de stuf (Circus aeruginosus), lebădă de iarnă (Cygnus cygnus), ciocănitoare neagră (Dryocopus martius), șoimul rândunelelor (Falco subbuteo), vânturel roșu (Falco tinnunculus), muscar (Ficedula parva), cufundar polar (Gavia arctica), ciuvică (Glaucidium passerinum), cocor (Grus grus), Larus fuscus fuscus, pescăruș râzător (Larus ridibundus), gaia neagră (Milvus migrans), ciocănitoare verzuie (Picus canus), corcodel-cu-gât-roșu (Podiceps grisegena), chiră de baltă (Sterna hirundo), huhurezul mic (Strix uralensis),  cocoș de munte (Tetrao urogallus)
- mamifere (1): veveriță zburătoare siberiană (Pteromys volans)

Pe lângă speciile protejate, pe teritoriul sitului au mai fost identificate 1 specie de plante, 33 de specii de păsări, 1 specie de mamifere, 2 specii de nevertebrate.